# Nankoku
Nankoku (jap. 南国市 Nankoku-shi) – miasto położone w prefekturze Kōchi, w Japonii, na wyspie Sikoku.
Nankoku prawa miejskie uzyskało 1 października 1959 roku. Jako ośrodek przemysłu gospodarki rynkowej oraz rybołówstwa miasto zaopatruje większość potrzeb rolnych w Kōchi, ze względu na liczbę pól i plantacji znajdujących się na jego terenie. Port lotniczy Kōchi znajduje się na południowy wschód od Nankoku.

## Populacja
Zmiany w populacji Nankoku w latach 1970–2015:
| Rok  | Populacja |
| ---- | --------- |
| 1970 | 41 096    |
| 1975 | 42 832    |
| 1980 | 44 866    |
| 1985 | 47 554    |
| 1990 | 46 823    |
| 1995 | 48 245    |
| 2000 | 49 965    |
| 2005 | 50 758    |
| 2010 | 49 472    |
| 2015 | 47 999    |